# Il mio corpo per un poker
Il mio corpo per un poker (The Belle Starr Story) è un film del 1968 diretto da Piero Cristofani e Lina Wertmüller accreditati con gli pseudonimi di Nathan Wich e Gieorge Brown.

## Trama
In fuga da un matrimonio combinato, Myra Belle Shelley, cambia nome in Belle Starr. Dopo aver salvato la vita alla sua cameriera Jessica, che il padre di Myra Belle voleva far impiccare, e si dà ai furti di cavalli con il suo vecchio amico Cole Harvey. 
Dopo la morte di Cole, Belle Starr intreccia una relazione di amore e odio con un bandito di nome Larry Blackie insieme al quale mette insieme una banda e organizza un furto di diamanti in una banca. Nel furto perde la vita l'intera banda, compresa Jessica, e Larry viene catturato.
Belle lo salva rinunciando al bottino ma i due decidono di non restare insieme nonostante il sentimento che li lega.